# Hadji Bektasj Veli

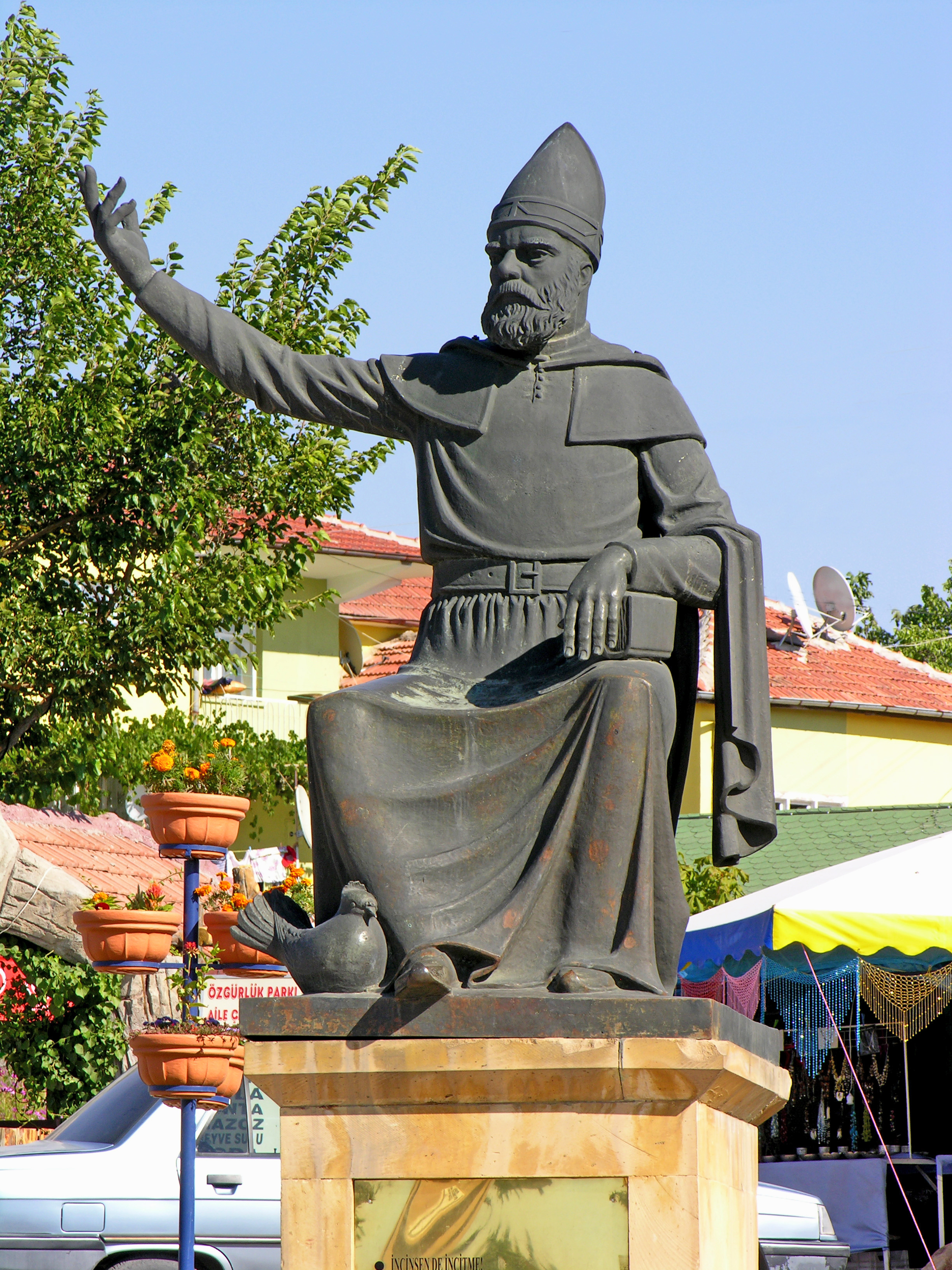
Standbeeld van Haci Bektas Veli, een leraar van het Alevitisme en afstammeling van Ali.

Hadji Bektasj Veli, Haci Bektas Veli of Haji Bektash Wali (Perzisch: حاجی بکتاش ولی, Ḥādschī Baktāsch Walī, Turks: Hacı Bektâş-ı Velî, Nisjapoer, omstreeks 1209 - Hacıbektaş, omstreeks 1271) was een 13e-eeuwse alevitische heilige, sayyid, soefi-meester en een belangrijk figuur voor de islam in Turkije. Zijn volledige naam was Seyid Muhammed bin Seyyid İbrahim Ata en hij werd ook wel de Sultan van de Harten of Derwisj van de derwisjen genoemd. Hij was een leraar van het alevitisme en stamde af van Ali ibn Aboe Talib. Zijn murshid was Hâce Ahmed Yesevî. Hij werd onderwezen door Lokman Perende, een van de khaliefa's van Ahmed Yesevi. De alevieten bewonderen Bektasj om zijn esoterische (spirituele), progressieve, rationele en religieus-humanistische interpretatie van de islam en de Koran.

## Leven
Hadji Bektasj Veli wordt in Turkije zowel door soennieten als alevieten gerespecteerd en zou afstammen van de 7e sjiitische imam Moesa al-Kazim (die weer een afstammeling van Ali ibn Aboe Talib en Mohammeds dochter Fatima was). Hadji Bektasj Veli was een tijdgenoot van de beroemde soefi-dichters Mevlana Rumi, Sjems Tebrizi en Yunus Emre, die ook als belangrijke figuren in het alevitisme worden beschouwd. Met Yunus Emre zou hij ook een ontmoeting hebben gehad.
Hoewel Hadji Bektasj Veli als een leraar van het alevitisme wordt gezien en nooit een eigen soefi-orde heeft gesticht, is er een aantal eeuwen na zijn dood op initiatief van Balim Sultan een aparte Bektashi soefi-orde doorgegaan als het bektashisme, welke ook in delen van de Balkan is verspreid.
Zijn religieus-humanistisch wereldbeeld en islamitisch-spirituele leer is door vele alevieten overgenomen. Tegenwoordig spreekt men zelfs van een bektasisch-alevitische synthese en zijn voor velen de woorden Alevi en Bektași synoniem aan elkaar. Gebruikelijker is de benaming Alevi-Bektași, wat aan zou duiden dat de alevieten na de 12 imams Hadji Bektasj Veli als de belangrijkste spirituele leider beschouwen. De Syrische alawieten worden in Turkije bijvoorbeeld ook wel Alevi-Nusayri genoemd omdat zij zich na de 12 imams als de volgers van Muhammad ibn Nusayr beschouwen, een leerling van de 10e en 11e imam.

## Leer

Asadullah of Esedullah (Leeuw van God), een bijnaam gegeven door Mohammed aan zijn bloedverwant Ali. Het alevitisme, bektashisme en soefisme zien Ali als de deur naar de mystieke kennis en esoterische interpretatie van de islam, zoals aan hem is overgedragen door Mohammed

Volgens de Encyclopaedia of Islam was de bron van zijn leer Ali ibn Aboe Talib, van wie alevieten geloven dat hij de enige gerechtigde opvolger als kalief van Mohammed was en zijn belangrijkste metgezel. Zo zou Mohammed in een van zijn hadith hebben gezegd: "Ik ben de stad der Kennis, en Ali is de Poort ervan!" 
Ook imam Ja'far al-Sadiq (waar de Imam Cafer-i Sadik Buyrugu van de alevieten naar is vernoemd) en de Twaalf Imams worden belangrijk geacht. 
De leer van Hadji Bektasj Veli kenmerkt zich door een religieus-humanistisch wereldbeeld en een islamitisch-spirituele exegese van de Koran en de islam. Zo beweert een aantal soennitische theologen (zoals Yasar Nuri Öztürk) dat Hadji Bektasj Veli de Koran op een betere manier kon interpreteren dan in het algemeen werd gedaan. In het British Museum Library en Suleymaniye Library zouden er vermiste pagina's gevonden zijn van de Tafsir van Hadji Bektasj Veli op het eerste hoofdstuk van de Koran.
Bekend is zijn 'Vier deuren en veertig treden'-principe (Turks: 4 Kapı 40 Makam) om Insan-i Kamil (een perfect mens volgens de Islam) te worden. Deze spirituele leer zou direct van de Ahl al-Bayt en 12 imams afkomstig zijn.
Hadji Bektasj Veli zou een belangrijke rol hebben gespeeld in de verspreiding van de islam over Turkije en de Balkan-landen. Ook wordt hij door moslims in het algemeen als een van de belangrijkste figuren voor de geschiedenis van het soefisme in Turkije gezien.
Alevieten bezien zich als de hoeders van de leer van Hadji Bektasj Veli en geloven dat zijn pad het pad van Ali is. Opvallend is dan ook dat veel uitspraken van Bektasj overeenkomen met de woorden en daden van Ali (uit bijvoorbeeld het boek Nahjul Balagha). De Makalat zou geschreven zijn door Hadji Bektasj Veli en de Velayetname (Engels: The Saintly Exploits of Haci Bektas Veli) zou gebaseerd zijn op zijn leven.

### Uitspraken

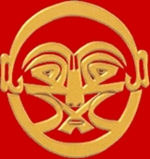
Kalligrafie in het alevitisme en bektashisme

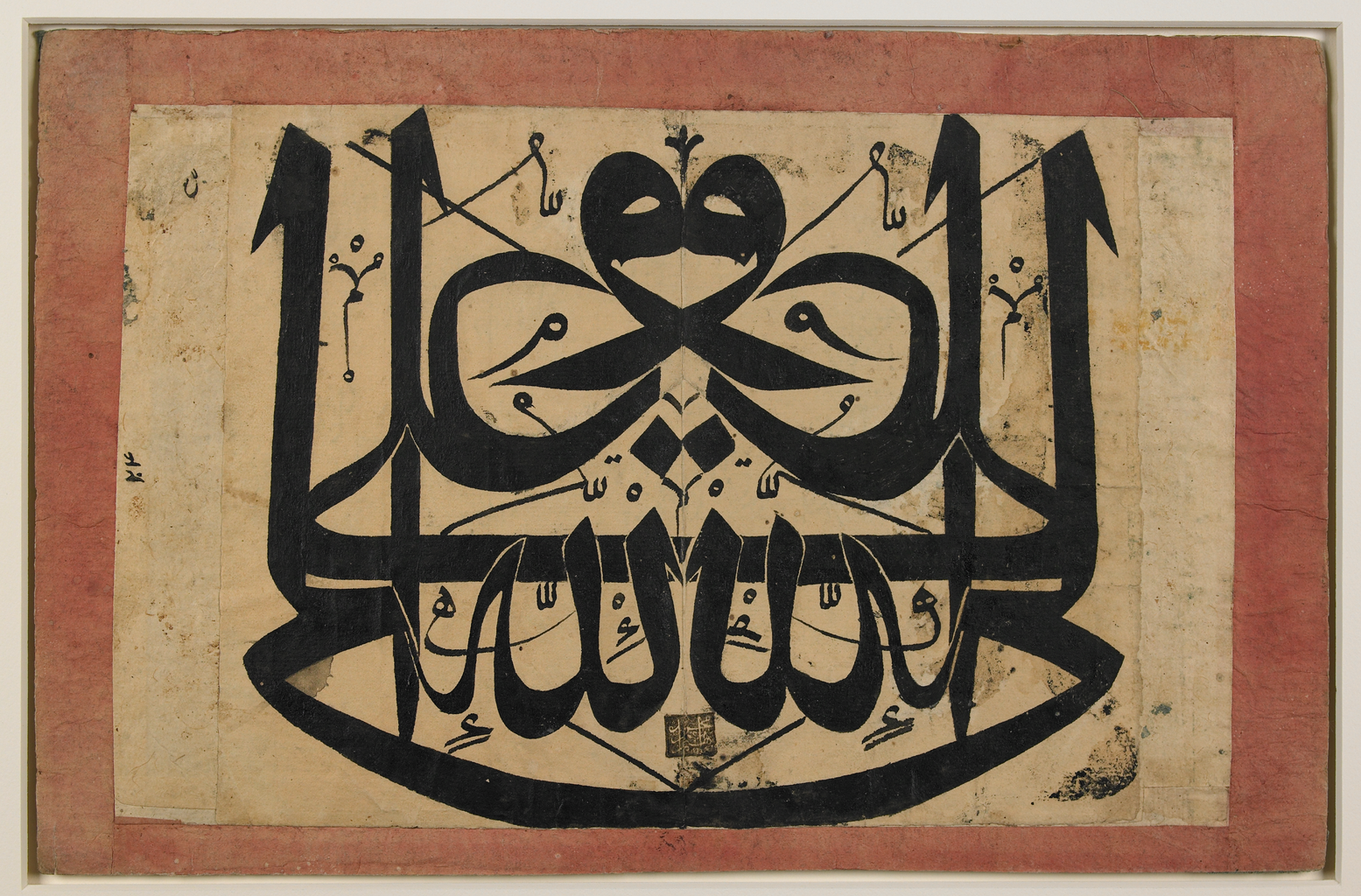
Alevitische kalligrafie "Ali is de Wali van God"

Enkele uitspraken van Hadji Bektash Veli zijn onder andere:
- Zoek en vind.
- Onderzoeken is een open examen.
- Een pad zonder kennis zal eindigen in duisternis.
- Let op uw handen (wat je doet), uw tong (wat je zegt) en op uw lendenen (verlangens).
- Wat je ook doet, doe het voor de Waarheid (de Waarheid, Haqq wordt gezien als een van de 99 Schone Namen van God).
- Er bevindt zich in jou een 'er is' voor elke 'er is niet'.
- Hij die zich op het Pad bevindt zal nooit vermoeid raken.
- Er is geen hogere rang dan het hart van de Vriend.
- Wie wijs is, maar zijn wijsheid niet deelt is een onwetende.
- De onwetenden zien het verlaten van het onnodige net als de dood, de wijzen zien het als een geboorte.
- Er is geen berouw in het hebben van berouw.
- Laat je hart, je hand en je tafel open voor anderen.
- Zoek naar de sleutel tot alles in je diepste zelf.
- Wat je ook zoekt, zoek in jezelf.
- Vergeet niet dat je vijand ook een mens is.
- De schoonheid van mensen is de schoonheid van hun woorden.
- Als het pad duister lijkt, weet dan dat uw eigen ogen bedekt zijn.
- Alle zegeningen zij met degene die over de tekortkomingen van een ander kijkt.
- Alle zegeningen zij met degene die een geheim van geheimen maakt.
- Het Woord (de Koran) is Waarheid.
- Doe anderen geen pijn, ook als je zelf pijn hebt.
- Hand in hand, hand in Waarheid.
- Een uur lang mediteren is beter dan zeventig jaar vroomheid.
- Het grootste boek om te lezen is de mens.
- Wees met je hart verbonden aan je geloof (islam), niet met je knieën.
- Onderwijs de vrouwen, een natie die zijn vrouwen niet onderwijst zal geen vooruitgang boeken.[22]
- Alle profeten en wali's (heiligen) zijn een geschenk van God aan de mensheid.
- Ons pad is gebaseerd op de ahlak (goede manieren, moraliteit) van Mohammed en op de adab van Ali.
- De basis van islam is ahlak, de basis van ahlak is kennis, de basis van kennis is verstand.
- Wat de taal, geloofsovertuiging of kleur van een persoon ook is, goede mensen zijn goede mensen.
- Een man die zijn tijd verspilt terwijl zijn hart gevuld is met de liefde voor God, is beter dan een man die de Koran dag en nacht leest terwijl zijn hart gevuld is met het verlangen naar deze wereld.
- Voor degenen die Besef hebben, is een hint voldoende. Voor degenen die achteloos zijn, heeft kennis geen nut.
- De Koran is een brief van de Liefhebbende aan de geliefde.
- O derwisj, weet dat de Koran het Woord van God is, en een boek is waarvan zijn regels aan de Profeet is geopenbaard om hem vervolgens als Boodschapper aan te stellen voor de mensen.[23]
- Een derwisj hoort al zijn tijd met Allah door te brengen en al zijn adem te spenderen aan het vertellen over Allah.
- Goed doen tegenover kwaad is de essentie van het mens zijn.
- Verlang nooit naar roem, roem veroorzaakt onheil.
- Wie zichzelf niet kan reinigen, kan ook geen anderen reinigen.
- De eerste deur van de bezitters van kennis is fatsoen.
- Haqq (Allah) is zichtbaarder dan de zon.[24]
- Eerlijkheid is de deur van een vriend.
- Een leraar zijn is geven, niet nemen.
- Het universum is voor de mens, de mens is voor het universum.
- Wetenschap verlicht de wegen van waarheid.
- Ons pad is gebaseerd op kennis, begrip en liefde voor de mens.
- Laten we één, groot en levend zijn.
- In de taal van vriendelijke conversatie kan je niet discrimineren tussen man en vrouw.
- Alles wat God heeft gecreëerd is in perfecte orde.
- Discriminatie tussen religies is onnodig. Religies veroorzaken geschillen tussen mensen. Het eigenlijke doel van elke religie is zorgen voor vrede en broederschap op aarde.[20]

## Uit de Velayetname
Uit de Velayetname volgt het volgende verhaal ter introductie:
Nadat Lokman Perende terugkeerde van de bedevaart, kwamen de ‘erenler’ (heiligen) van Khorasan om hun respect te uiten tegenover hem. Toen zij een waterbron zagen vloeien vanuit het midden van de ‘mekteb’, zeiden ze: “Wij zijn hier vele malen eerder geweest en hebben nooit eerder zo een bron gezien.” Lokman Perende antwoordde: “Dit komt dankzij de zegeningen van Hunkar Haji Bektash.” De erenler vroegen: “Wie is deze Hunkar Haji Bektash?” Lokman Perende zei: “Haji Bektash Hunkar is deze geliefde,” en wees naar de jonge Bektash. De erenler zeiden: “Dat is nog een kind. Hoe kan hij in hemelsnaam al een Haji zijn?” Lokman Perende legde toen alle wonderen uit die verricht werden door Haji Bektash Veli en zei: “Toen ik mijn gebed uitvoerde bij de Kaaba, zag ik Bektash daar altijd naast mij bidden. Toen we klaar waren met ons gebed, verdween hij weer.” De erenler zeiden: “Waar zou deze jongeman deze buitengewone capaciteiten vandaan hebben?”
Toen opende Hunkar Haji Bektash zijn gezegende mond en zei: “Ik ben het geheim van de grote imam Ali, die de verstrekker van de hemelse Kawthar rivier is en de Leeuw van Allah, de Keizer van Heiligheid en de Leider van de Gelovigen (Amir al-Mu’minin). Mijn oorsprong en familie bloedlijn is van hem. Al deze wonderen die ik verricht, heb ik geërfd en zijn aan mij geschonken door Allah. Niemand dient verrast te zijn door het feit dat dit soort wonderen van mij komen, dit gebeurt allemaal met de Kracht van God.”
De erenler van Khorasan zeiden: "Als jij daadwerkelijk het geheim van de Shah bent, hij heeft tekenen. Laat deze tekenen aan ons zien en wij zullen geloven."
De tekenen van Hazret-i Ali waren onder andere: een op smaragd lijkende moedervlek op het midden van zijn gezegende hand. Hazret-i Hunkar Haji Bektash Veli opende zijn heilige hand en aldaar zagen de erenler een moedervlek dat op smaragd leek.
De erenler zeiden vervolgens: “De Leider van de Gelovigen, Ali, had ook een mooie moedervlek dat op smaragd leek op zijn gezegende voorhoofd.” Hunkar Haji Bektash Veli tilde zijn hoed van zijn gezegende hoofd op en ieder zag een goddelijk verlichte moedervlek van een smaragd tint tussen zijn wenkbrauw. Alle erenler smeekten voor vergeving en zeiden: O Derwisj van alle Derwisjen, wij zaten fout.” Ze gaven zich over aan hem en bevestigden: “Dit zijn inderdaad wonderen.”

## Familie stamboom
Familie bloedlijn van Hadji Bektasj Veli:
- Imam Ali ibn Aboe Talib (1e imam van de 12 imams)
- Imam Husayn (3e imam van de 12 imams)
- Imam Zayn al-Abidin (4e imam van de 12 imams)
- Imam Muhammad Baqir (5e imam van de 12 imams)
- Imam Ja'far as-Sadiq (6e imam van de 12 imams)
- Imam Musa Kazim (7e imam van de 12 imams)
- Sayyid Ibrahim al-Mukarram al-Mujab (broer van de 8e imam)
- Sayyid Hasan al-Mujab
- Sayyid Muhammad
- Sayyid Mahdi
- Sayyid Ibrahim
- Sayyid Hassan
- Sayyid Ibrahim
- Sayyid Muhammad
- Sayyid Ishaq
- Sayyid Musa
- Sayyid Ibrahim al-Thani
- Sayyid Hunkar Haji Muhammad Bektash Veli